# 中華民國駐吐瓦魯大使列表
本列表為中華民國駐吐瓦魯歷任大使名錄。

## 歷史
- 1979年9月19日中華民國與吐瓦魯建立大使級外交關係。[1]

- 1979年-1998年吐瓦魯事務由駐東加王國大使兼轄。[1]

- 1998年11月2日因中華民國與東加王國中止外交關係，吐瓦魯事務改由駐索羅門群島大使兼轄。[1]

- 1998年12月25日中華民國政府在富納富提設立大使館。[1]

- 2004年4月1日中華民國政府派任專任大使。[1]

## 歷任大使

### 中華民國驻大使（1979年至今）
| 姓名   | 管轄使館  | 主要任職國家      | 到任           | 離任           | 外交衔级 | 外交职务     | 備註         | 備註 |
| ------ | --------- | ----------------- | -------------- | -------------- | -------- | ------------ | ------------ | ---- |
| 高铮   | 驻 大使館 | 驻 大使           | 1979年11月29日 | 1981年4月9日   | 大使     | 特命全权大使 |              |      |
| 钱爱虔 | 驻 大使館 | 驻 大使           | 1981年7月14日  | 1989年12月     | 大使     | 特命全权大使 |              |      |
| 欧阳璜 | 驻 大使館 | 驻 大使           | 1990年2月      | 1996年6月      | 大使     | 特命全权大使 |              |      |
| 屠继光 | 驻 大使館 | 驻 大使           | 1996年6月      | 1999年4月      | 大使     | 特命全权大使 |              |      |
| 鄧備殷 | 驻 大使館 | 驻 所罗门群岛大使 | 1999年4月      | 2003年9月      | 大使     | 特命全权大使 |              |      |
| 陈俊贤 | 驻 大使館 | 驻 所罗门群岛大使 | 2003年9月      | 2004年3月15日  | 大使     | 特命全权大使 |              |      |
| 酆邰   | 驻 大使館 | 驻 大使           | 2004年3月16日  | 2006年10月     | 大使     | 特命全权大使 | 首任專任大使 |      |
| 廖東周 | 驻 大使館 | 驻 大使           | 2006年10月19日 | 2008年10月24日 | 大使     | 特命全权大使 |              |      |
| 田中光 | 驻 大使館 | 驻 大使           | 2008年11月13日 | 2010年9月16日  | 大使     | 特命全权大使 |              |      |
| 曾瑞利 | 驻 大使館 | 驻 大使           | 2010年9月19日  | 2013年5月28日  | 大使     | 特命全权大使 |              |      |
| 張明   | 驻 大使館 | 驻 大使           | 2013年6月6日   | 2014年3月27日  | 大使     | 特命全权大使 |              |      |
| 萬家興 | 驻 大使館 | 驻 大使           | 2014年4月24日  | 2016年1月8日   | 大使     | 特命全权大使 |              |      |
| 蘇仁崇 | 驻 大使館 | 驻 大使           | 2016年1月14日  | 2021年10月     | 大使     | 特命全权大使 |              |      |
| 林東亨 | 驻 大使館 | 驻 大使           | 2021年10月21日 | 現任           | 大使     | 特命全权大使 |              |      |

## 外部連結
- 中華民國駐吐瓦魯國大使館 （页面存档备份，存于）（繁體中文）（英文）(Facebook （页面存档备份，存于）、Twitter （页面存档备份，存于）)